# Robert McKenzie
Robert Davis McKenzie III (19 de diciembre de 1928-Melbourne, Victoria, Australia; 4 de enero de 2012) fue un jugador de fútbol australiano, quién jugó para el Melbourne Football Club en la Victorian Football League desde 1948 hasta 1955. 
Su hijo, Robert McKenzie, nació el 31 de mayo de 1950 y jugó 42 partidos con Melbourne entre 1969 y 1972. 